# Neocarolus thomasi
Neocarolus thomasi är en skalbaggsart som först beskrevs av Holzschuh 1993.  Neocarolus thomasi ingår i släktet Neocarolus och familjen långhorningar.
Artens utbredningsområde är Pakistan. Inga underarter finns listade i Catalogue of Life.